# Wilhelm Brinkhoff
Wilhelm Brinkhoff (* 13. März 1839 in Alpen; † nach 1860 vermutlich in Nordamerika) war ein Räuber auf der Bönninghardt am linken Niederrhein.

## Leben
Geboren als Sohn des Tagelöhners Jacob Brinkhoff und seiner Ehefrau Anna Catharina geb. Lembken, begann der katholisch getaufte Wilhelm Brinkhoff nach dem Besuch der Elementarschule in Alpen zunächst eine Lehre als Tischler, kam jedoch schon bald mit dem Gesetz in Konflikt. Von 1855 bis zu seinem rätselhaften Verschwinden im Herbst 1860 charakterisiert ein ständiger Wechsel von Straftaten, Verhaftungen, Verurteilungen und Fluchten das Leben des jugendlichen und einzelgängerischen Räubers, der auch als „Schinderhannes des Niederrheins“ oder „Rinaldo Rinaldini des Niederrheins“ bezeichnet wird.

### Beginn der kriminellen Karriere 1855/57
Wilhelm Brinkhoff begann seine kriminelle Karriere auf der durch unwirtliche Verhältnisse und Armut der Bewohner gekennzeichneten Bönninghardter Heide im Laufe des Jahres 1855. „Leichtere Strafen“ erhielt der 16-Jährige zunächst wegen zweifachen illegalen Holzeinschlags „in Verbindung mit Widersetzlichkeit“. Schon bald entfaltete Brinkhoff Aktivitäten auch außerhalb der Bönninghardt. So wurde er am 1. Juni 1856 in Camp festgenommen und in das Gefängnis nach Kleve gebracht, da er die Opferstöcke der katholischen Pfarrkirche in Camp geleert hatte. Im gleichen Jahr wurde er in Kleve wegen neuer Eigentumsdelikte zu 18 Monaten Gefängnis verurteilt. Am 13. März 1857 folgte eine vierjährige Zuchthausstrafe, verbunden mit einer anschließenden fünfjährigen Führungsaufsicht. Eine weitere Strafe von zwei Jahren Zuchthaus mit zweijähriger Führungsaufsicht wegen schweren Diebstahls verhängte am 17. Juli 1857 das Kreisgericht in Essen, doch gelang dem einsitzenden Brinkhoff im November des gleichen Jahres die Flucht aus dem Zuchthaus in Werden.

### Flucht nach Nordamerika und Rückkehr 1858/59
Der flüchtige Brinkhoff setzte sich am 2. Januar 1858 über Rotterdam nach Nordamerika ab, wo eine verheiratete Schwester in auskömmlichen Verhältnissen lebte. Am 28. Februar langte er in New York an und soll sodann in Kalifornien durch den Handel mit Pelzen zu Geld gekommen sein. Am 1. September 1859 kehrte er jedoch mit seiner Ehefrau Caroline geb. Ernst, einem aus Siglingen im Königreich Württemberg stammenden Dienstmädchen, das er in einem Hotel in Philadelphia kennen gelernt und wenige Tage später geheiratet hatte, nach Deutschland zurück. Die Eheleute Brinkhoff reisten über Hamburg, Harburg und Oberhausen zunächst an den Niederrhein nach Alpen, sodann nach Amsterdam und von dort nach Siglingen, mussten aber wegen Geldmangels, der dem gepflegten aufwändigen Lebensstil entgegenstand, schließlich wieder den Rückweg nach Alpen antreten.

### Verhaftung und Flucht 1859/60
Brinkhoffs erneute Anwesenheit in Alpen blieb den Behörden nicht verborgen. In der Nacht vom 1. auf den 2. Dezember 1859 erfolgte in Anwesenheit des Moerser Landrats Adolf Ernst von Ernsthausen und des Bürgermeisters von Alpen eine Hausdurchsuchung beim Vater des Flüchtigen. Durch einen Schuss aus seinem Revolver verletzte der in dem „ziemlich ausgedehnten alten Häuserkomplex“ anwesende Wilhelm Brinkhoff den Polizeidiener Hußmann, konnte sich aber dem Zugriff der Staatsgewalt entziehen. Im Zuge seiner erneuten Verhaftung am 11. Dezember 1859, an der alle „im Umkreise der Bönninghardt stationierten Bürgermeister, Gendarmen und Polizeibeamten in Gemeinschaft mit dem Militär“ sowie der Landrat teilnahmen, erschoss er „morgens zehn Uhr“ in der Baerlag auf dem Gebiet der heutigen Stadt Kamp-Lintfort „in aufgeregtem Zustande“ den 39-jährigen Polizeidiener Gerhard Murmann, der sich zur Tarnung verkleidet hatte. Der ihm „zur Hülfe zugesellte Tagelöhner“ Ingenhilm erlitt eine Schussverletzung. Die Tatwaffe, ein Jagdgewehr, hatte Brinkhoff, nunmehr selbst „durch einen Schuß ins Bein am weiteren Entfliehen verhindert“, am 5. Dezember bei dem Waldhüter Jakob Esselborn geraubt.
Am 23. Dezember gelang Brinkhoff die Flucht aus dem Arresthaus in Kleve. Ab dem 16. Januar 1860 wurde er steckbrieflich gesucht. Die Regierung in Düsseldorf setzte am 25. Januar eine Belohnung von 100 Talern aus für denjenigen, der den „entwichenen Zuchthaussträfling Wilhelm Brinkhoff festnimmt oder dessen Aufenthaltsort derart anzeigt, daß er verhaftet wird“. Die der amtlichen „Prämien-Verheißung“ beigegebene Personenbeschreibung besagte unter anderem: „Größe 5 Fuß 4 Zoll; Haare hellbraun; Stirne hoch; Augenbrauen braun; Nase dick; Mund klein; Zähne vollständig; Bart braun; Gesichtsfarbe gesund; Statur schmal; besondere Kennzeichen Schrotschuß-Narben am linken Bein, der Mittelfinger an der rechten Hand ist steif oder gelähmt“. Bekleidet war Brinkhoff bei seinem Ausbruch wie folgt: „grautuchene Mütze, blaucarrirtes Halstuch, grautuchene Jacke, Weste und Hose, grauwollene Socken, blaucarrirtes Taschentuch und baarfuß“.
Das allgemeine öffentliche Aufsehen, das die Fahndung nach Wilhelm Brinkhoff zu dieser Zeit erregte, führte zum anderen auch dazu, dass u. a. in Hoerstgen und Sevelen Personen unter seinem Namen auftraten und in der Bevölkerung „Geld, Fleisch und andere Viktualien“ erpressten.

### Verhaftung, Verurteilung und Flucht nach Nordamerika 1860
Die von der Regierung ausgesetzte Belohnung „wirkte sogleich“. Am 13. Februar 1860 ging in Alpen eine Depesche des Moerser Landrates ein, „welche den Aufenthalts-Ort des Brinkhoff genau angab“. Brinkhoff, „10 - 20 Stunden im Umkreise gefürchtet“, wurde in seinem Unterschlupf auf der Bönninghardt bei Veen erneut verhaftet, am 18. Februar von Wesel nach Kleve überstellt und am 29. März durch den dortigen Assisenhof nach zweitägiger spektakulärer Verhandlung zu 10 Jahren Zuchthaus verurteilt. Das Urteil, das auch den Raub vom 5. Dezember 1859 und einen Anfang Januar 1860 in Büderich begangenen Einbruch ahndete, wurde teilweise als zu mild bezeichnet. Das Schwurgericht war nach dreistündiger Beratung jedoch zu der Auffassung gelangt, dass der Angeklagte im Dezember 1859 bei der Tötung des Polizeidieners Murmann sowie bei der versuchten Tötung des Polizeidieners Hußmann und des Tagelöhners Ingenhilm jeweils nicht „mit Überlegung“ vorgegangen sei. Brinkhoff soll das Urteil „mit großer Ruhe“ aufgenommen haben.
Auf „ziemlich rätselhafte Weise“, die nach zeitgenössischem Urteil auf Helfer schließen lässt, gelang Brinkhoff in der Nacht vom 6. auf den 7. Oktober 1860 „mittels gewaltsamen Ausbruchs“ die Flucht „aus seiner Isolir-Zelle“ im Zuchthaus Werden. Am 10. Oktober wurde erneut eine Belohnung von 100 Talern für die Ergreifung des entwichenen Zuchthäuslers ausgesetzt, wobei die Personenbeschreibung den Zusatz erhielt, dass seine linke Hand „durch einen Schuß verletzt und noch steif“ ist. Zuletzt hatte der Häftling folgende Kleidung getragen: „lein. Hemd (Stempel 1860), schwarze, kurze alte Tuchhose, schwarze, alte Tuchweste, schwarze Tuchmütze, schwarzmelirte Strümpfe, Lederschuhe“. Die Behörden hielten es für möglich, dass er den Geburtsnamen seiner Ehefrau angenommen hat.  Über England flüchtete Brinkhoff, der sich durch den erneuten Ausbruch der Verbüßung seiner Zuchthausstrafen dauerhaft entziehen konnte, weiter nach Nordamerika. Dort verlieren sich seine Spuren.

## Literarische Nachwirkung
Der Einzelgänger Wilhelm Brinkhoff galt schon zu seinen Lebzeiten als „Held der kleinen Leute und Schrecken der Behörden“, der deutliche Sympathien in der Bevölkerung genoss, wie die umfangreiche regionale und überregionale Presseberichterstattung der Jahre 1859/60 erkennen lässt. Die satirische Zeitschrift Kladderadatsch schrieb im Oktober 1860 in das „Album der Strafanstalt zu Werden“ den folgenden, mit „Brinkhoff“ unterzeichneten Vers: „Vor dem Sclaven, wenn er die Kette bricht, vor dem freien Menschen erzittert nicht!“ 1867 erschien in der bürgerlichen Publikumszeitschrift Die Gartenlaube unter der Überschrift Vogelfrei ein anhand der Untersuchungsakten erstellter längerer Beitrag über den „Sohn braver Eltern“, der, „ohne von Natur böse oder roh zu sein, aus einem ungemessenen Freiheitstrieb zum Mörder“ wurde. Auch der demokratisch gesinnte Dichterjurist Jodocus Temme thematisierte das Leben und die Taten Wilhelm Brinkhoffs.
Der 1860 an Brinkhoffs Verhaftung maßgeblich beteiligte königliche Polizeikommissar W. Schild aus Düsseldorf zeichnete demgegenüber ein distanziertes bzw. amtliches Bild des jugendlichen Straftäters, das er 1869 unter dem Titel Erlebnisse eines Polizei-Beamten als Broschüre veröffentlichte. Adolf Ernst von Ernsthausen berücksichtigte die Verfolgung Brinkhoffs in seinen 1894 erschienenen Erinnerungen an seine Zeit im Dienste Preußens und beklagte dabei die „unsinnigen Legendenbildungen“.
1925 begann der Duisburger Journalist Hermann Jung mit den Recherchen für seine erfolgreiche Erzählung Die Vogelfreien der Bönninghardt, die 1929 in erster Auflage erschien und Brinkhoff ein verklärendes literarisches Denkmal setzte, das, mehrfach dem jeweils herrschenden Zeitgeist angepasst, bis heute fortwirkt. 1992 sendete der WDR-Hörfunk einen von Anne Gesthuysen recherchierten und vorgetragenen Beitrag über den populären Räuber von der Bönninghardt. In der regionalkundlichen Literatur wurde Wilhelm Brinkhoffs wechselvolle Biografie zuletzt 1998/99 und 2011 thematisiert.